# 帕杜利
帕杜利（義大利語：Paduli），是意大利贝内文托省的一个市镇。总面积44.7平方公里，人口4141人，人口密度92.6人/平方公里（2009年）。ISTAT代码为062045。